# Pleasanton (Nebraska)
Pleasanton és una població dels Estats Units a l'estat de Nebraska. Segons el cens del 2000 tenia 360 habitants.

## Demografia
Segons el cens del 2000, Pleasanton tenia 360 habitants, 145 habitatges, i 103 famílies. La densitat de població era de 421,2 habitants per km².
Dels 145 habitatges en un 35,2% hi vivien nens de menys de 18 anys, en un 61,4% hi vivien parelles casades, en un 6,9% dones solteres, i en un 28,3% no eren unitats familiars. En el 25,5% dels habitatges hi vivien persones soles el 13,1% de les quals corresponia a persones de 65 anys o més que vivien soles. El nombre mitjà de persones vivint en cada habitatge era de 2,48 i el nombre mitjà de persones que vivien en cada família era de 2,99.
Per edats la població es repartia de la següent manera: un 28,6% tenia menys de 18 anys, un 5,3% entre 18 i 24, un 28,3% entre 25 i 44, un 21,1% de 45 a 60 i un 16,7% 65 anys o més.
L'edat mediana era de 36 anys. Per cada 100 dones de 18 o més anys hi havia 97,7 homes.
La renda mediana per habitatge era de 37.656 $ i la renda mediana per família de 42.250 $. Els homes tenien una renda mediana de 27.813 $ mentre que les dones 21.389 $. La renda per capita de la població era de 16.101 $. Aproximadament el 2% de les famílies i el 4,5% de la població estaven per davall del llindar de pobresa.

## Poblacions més properes
El següent diagrama mostra les poblacions més properes.